# Kalinin (Krylovskaya, Krasnodar)
Kalinin (del ruso: Калинин) es un jútor del raión de Krylovskaya del krai de Krasnodar de Rusia. Está situado en la orilla derecha del río Kugo-Yeya, afluente del río Yeya, 28 km al norte de Krylovskaya y 188 km al nordeste de Krasnodar, la capital del krai. Tenía 125 habitantes en 2010
Pertenece al municipio Kugoyéiskoye.